# Шанхайська кільцева автомагістраль G1503
Шанхайська кільцева автомагістраль (кит.: 上海绕城高速公路), позначена G1503, раніше позначена як A30 і G1501, також відома як Шанхайська кільцева швидкісна дорога (кит.: 上海郊环高速公路   ), швидкісна дорога довжиною 209,22 кілометрів, що оточує Шанхай, муніципалітет, що знаходиться під прямим контролем у Китайській Народній Республіці. Вона повністю знаходиться в Шанхаї, за винятком невеликої частини в сусідній провінції Цзянсу на її північно-західному кінці.
Вона утворює останнє кільце в серії з чотирьох кільцевих доріг навколо міста Шанхай, а інші - Внутрішня кільцева дорога, Середня кільцева дорога та швидкісна автострада зовнішнього кільця S20. Частина Шанхайської кільцевої швидкісної дороги G1503 у північній частині Нового району Пудун збігається з третім кільцем, Зовнішньою кільцевою швидкісною автострадою S20, через характер берегової лінії Шанхаю зі Східно-Китайським морем.

## Маршрут
Нульовий кілометр Шанхайської кільцевої швидкісної автомагістралі розташований на розв’язці із зовнішньою кільцевою автомагістраллю S20 і елеваторною дорогою Ісянь у районі Баошань і збільшується за годинниковою стрілкою. Безпосередньо на схід від розв’язки автомагістраль спускається до Зовнішнього Кільцевого Тунелю, названого так тому, що ця ділянка проходить одночасно з зовнішньою кільцевою швидкісною дорогою S20. Коли тунель закінчується в новому районі Пудун, він на короткій ділянці перетворюється на піднесене шосе, вигинаючись на південний схід, а потім на південь, досягаючи розв’язки авеню Учжоу. Тут закінчується паралельність із зовнішньою кільцевою автомагістраллю S20, яка продовжується на південь, авеню Учжоу — на захід, а Шанхайська кільцева швидкісна дорога — на схід.
Автомагістраль повертає на південний схід, зустрічаючи швидкісну магістраль G40 Шанхай–Сіань на своїй східній кінцевій станції. Швидкісна дорога продовжується на південь, перетинаючись із швидкісною автомагістраллю S1 Інбін, автомагістраль S32 Шанхай–Цзясін–Ху Чжоу та автомагістраль S2 Шанхай – Лучаоган, де вона перетинає новий район Пудун перед поворотом на захід і в’їздом у район Фенсянь. Його східна ділянка, від авеню Лундон до колишнього кордону району Наньхой, була названа авеню Юаньдун до завершення будівництва швидкісної дороги та стала кільцевою в 2008 році.
Автомагістраль йде на захід вздовж південного передмістя Шанхаю, проходячи через район Фенсянь, де вона перетинається з автострадою S4 Шанхай–Цзіньшань і районом Цзіньшань. На розв’язці з швидкісною автострадою S19 Сіньнін–Цзіньшань на півдні та швидкісною автострадою S36 Тінглін–Фенцзін на заході, швидкісна дорога продовжується на північ, проходячи через район Сунцзян, де вона перетинається з одночасними швидкісними магістралями G60 Шанхай–Куньмін та G92 Hangzhou Bay Ring Expressway, і район Цінпу, де він перетинається з автострадою G50 Шанхай–Чунцін. Потім він ненадовго залишає муніципалітет Шанхаю, який безпосередньо контролюється, в’їжджаючи в місто Куньшань у провінції Цзянсу, де повертає на північний схід і перетинається з одночасними швидкісними магістралями G2 Пекін–Шанхай і G42 Шанхай–Ченду на розв’язці Антін.